# Čen Šov
Čen Šov (kitajsko 陳壽), z vljudnostnim imenom Čengdzuo (承祚), je bil kitajski zgodovinar, ki je ustvarjal v obdobju treh kraljestev in dinastije Džin, * 233 , † 297.
Najbolj znan je po svojem slavnem delu Zapisi treh kraljestev, v katerem je zabeležena zgodovina poznega Vzhodnega Hana in  obdobja treh kraljestev. Zapisi treh kraljestev imajo obliko  življenjepisov pomembnih osebnosti tistih obdobij. Danes so del kanona Štiriindvajsetih zgodovin Kitajske (Sanguodži). 

## Zgodovinski viri o Čen Šovovem življenju
Obstajata dve Čen Šovovi biografiji. Prva je v Kronikah Huajanga, ki jih je napisal Čang Ču v 4. stoletju v dinastiji Vzhodni Džin. Druga je v Knjigi Džina, ki so jo napisali Fang Šuanling in drugi v 7. stoletju v obdobju dinastije Tang. 

## Življenje
Svojo kariero je začel kot uradnik v državi Šu Han v obdobju treh kraljestev. Ker se ni hotel podrediti vplivnemu dvornemu evnuhu, je bil degradiran in poslan iz prestolnice. Po padcu Šuja leta 263 je Čen Šovova kariera stagnirala, dokler ga ni Džang Hua priporočil vladi Džina. Do smrti zaradi bolezni leta 297 je služboval kot državni uradnik in tajnik Džina in napisal več kot  200 spisov. Približno 30 jih je napisal skupaj s sorodniki, vendar so avtorstvo pripisali njemu.

### Zgodnje življenje in kariera v Šu Hanu
Čen Šov je bil rojen v poveljstvu Baši v današnjem Nančongu, Sečuan. Že v mladosti je bil znan kot marljiv, inteligenten, pronicljiv in razgledan človek. Njegov mentor je bil uradnik Šuja Čjao Džov. Pod njegovim mentorstvom je prebral Knjigo dokumentov in tri komentarje Letopisov pomladi in jeseni. Zelo dobro je poznal Zapise Velikega zgodovinarja in Knjigo Hana.
Čen Šov je nato služboval kot  uradnik  (guange lingši) Šuja, najprej kot tajnik generala garde in zatem kot uradni knjižničar (donguan mišu lang), gospod razpršene konjenice in gospod Rumenih vrat. V zadnjih letih Šuja (okoli 250–260) so se številni uradniki dobrikali Huang Havu, vplivnemu dvornemu evnuhu, da bi pridobili njegovo naklonjenost. Čen Šovova  zavrnitev takšnega podložniškega vedenja je seveda vplivala ne njegovo kariero: večkrat so ga degradirali in poslali iz prestolnice.

### Kariera v dinastiji Džin
Po padcu Šuja leta 263 je Čen Šovova kariera stagnirala,  dokler ga ni  Džang Hua priporočil vladi dinastije Džin. Džang Hua je cenil Čen Šovov talent in menil, da si ni zaslužil, da je bil v Šuju  degradiran in odpuščen. Čen Šov je bil priporočen kot kandidat za državno službo (šjaolin) in imenovan za pomočnika pisarja (dzuo džudzuo lang)  in vršilca dolžnosti prefekta okrožja Jangping. Leta 274 je zbral in sestavil spise Džuge Ljanga, prvega kanclerja Šuja, in jih predložil cesarskemu dvoru Džina. Povišan je bil v pisarja (džudzuo lang) in imenovan za džongdženga  poveljstva Baši. Huajang guodži omenja, da je služboval tudi kot kancler markiza Pingjanga.
Na Džang Huajevo priporočilo je Ministrstvo za osebje Čen Šova imenovalo za upravitelja poveljstva Čangguang.  Čen Šov je imenovanje zavrnil z obrazložitvijo, da mora skrbeti za svojo ostarelo mater.
Leta 278, preden je general Du Ju sprejel svoje imenovanje za poveljnika vojaških sil Džina v provinci Jing, je Čen Šova priporočil cesarju Vuju in izjavil, da je Čen Šov sposoben služiti kot gospod Rumenih vrat ali gospod razpršene konjenice. Cesar Vu je Du Jujev predlog  sprejel in Čen Šova imenoval za revizorja (juši dzišu).
Džin Šu omenja, da je Čen Šov po materini smrti vzel dopust in ji izpolnil zadnjo željo, da bi bila pokopana v Luojangu. Za slednje je bil kaznovan in degradiran, ker je pokop v Luojangu in ne v domačem Anhanu v tistem času pomenil kršitev spodobnosti. Huajang guodži dogodke opisuje drugače.  Pokojna je bila Čen Šovova mačeha in ne njegova biološka mati, ki ni želela biti pokopana v Anhanu kot njegov oče.

### Pozna leta
Knjiga Džina (Džin šu) omenja, da je bil Čen Šov mnogo let po degradaciji imenovan za pomočnika (džongšudzi) prestolonaslednika Sima Juja, vendar te dolžnosti ni sprejel. Umrl je leta 297 zaradi bolezni, star 65 let.
Kronike Huajanga drugače opisujejo dogodke pred Čen Šovovo smrtjo. Čen Šov je bil imenovan za prestolonaslednikovega svetovalca, vendar je bil po njegovi odstavitvi leta 299 prerazporejen na položaj spremljevalca. Njegov položaj ob smrti ni odražal njegovih talentov in dosežkov in mnogo ljudi je menilo, da se mu je zgodila krivica.

## Zapisi treh kraljestev
Nekje v 3. stoletju po letu 280 je Čen Šov napisal svoje življenjsko delo Zapisi treh kraljestev (Sanguodži) v 65 zvezkih. Zapisi opisujejo zgodovino poznega Vzhodnega Hana in obdobje treh kraljestev. Besedilo je bilo razdeljeno na tri dele – Knjigo Veja, Knjigo Šuja in Knjigo Vuja in sestavljeno predvsem iz življenjepisov pomembnih oseb iz tistega obdobja. 
Čen Šov je za svoje delo prejel priznanje svojih sodobnikov  in bil hvaljen kot odličen zgodovinar. Približno v tistem času je pisal zgodovino Veja tudi zgodovinar Šjahov Džjan, ki je potem, ko je prebral Zapise treh kraljestev, uničil vse svoje zapise.

## Druga dela
Knjiga Džina omenja, da je Čen Šov v svoji zgodnji karieri v dinastiji Džin zbiral in urejal spise Džuge Ljanga. Zbrano delo se je imenovalo Zbirka kanclerja Šuja Džuge Ljanga (Šu šjang Džuge Ljang dži). Kronike Huajanga omenjajo, da je Džang Hua kasneje predlagal cesarju Vuju, da bi besedilo reorganiziral in sestavil v 24 zvezkih. Ker je takrat tudi Šov Ljang sam raziskoval delo Džuge Ljanga, se je njegovo delo precej razlikovalo od prvotne Čen Šovove različice. Končna različica besedila se je imenovala Spomini Džuga Ljanga (Džuge Liang guši). 
Od konca obdobja džjanvu (25–56 n. š.) v Vzhodnem Hanu je več avtorjev napisalo knjigo Življenjepisi slavnih ljudi iz Bašuja (Baš Čidžju Džuan) v desetih zvezkih, ki se Čen Šovu zdela premalo izčrpna in jo je razširil na Življenjepise slavnih ljudi iz province Ji (Jibu čidžju džuan Ji) v desetih zvezkih. Njegovo delo je uradnik Ven Li predstavil cesarju Vuju, ki je Čen Šova pohvalil.
Med druga Čen Džovova dela spadajo: Zapisi starodavnih držav (Gu guo dži) v 50 zvezkih, Razprava o birokraciji (Guansi lun) v sedmih zvezkih, ki je razpravljala o reformah in uporabila zgodovinske zglede, Razlaga tabujev (Ši ji), Guang Guo Lun in Spomeniki pomembnih uradnikov Cao Veja (Vej mingčen džov).